# Eolas
Eolas ist ein US-amerikanisches Unternehmen, welches vor allem durch Streitigkeiten um Softwarepatente Berühmtheit erlangte und mitunter mit Patent-Trollen verglichen wird.

## Geschichte
Eolas wurde 1994 von Michael David Doyle gegründet. Der Name steht nach eigener Aussage für „Embedded Objects Linked Across Systems“ und ebenso für das gälische Wort für „Wissen“.
Doyles Team an der University of California, San Francisco programmierte den ersten Webbrowser, der Plug-ins unterstützte. Im November 1993 führten sie diese Funktion erstmals  vor und meldeten im Jahre 1994 ein Patent dazu an. Dieser Anspruch wird von Pei-Yuan Wei, Entwickler des Browsers ViolaWWW angezweifelt. Dabei erhält er Rückendeckung von Tim Berners-Lee und anderen wesentlich an der Entwicklung des World Wide Web beteiligten Größen.
In dem Streit ging es vor allem um die Gültigkeit, aber auch um die Nutzung des Patents im Internet Explorer. Im März 2004 hatte das United States Patent and Trademark Office (USPTO) Eolas’ Patent vorerst aufgehoben, doch es Ende September 2005 nach abermaliger Prüfung als gültig deklariert. Somit wurde das bereits im August 2003 gefällte Urteil, Microsoft habe 521 Millionen US-Dollar – die Summe wurde zwischenzeitlich auf 565 Millionen US-Dollar erhöht – zu zahlen, wieder rechtskräftig. Da Microsofts Argumentation, entsprechende Techniken seien schon vor Anmeldung des Patents bekannt gewesen („Prior Art“), nicht wirkte, griff man nun eine schon im Oktober 2003 gefundene Lösung auf: Den Internet Explorer und die enthaltene Techniken ändern, um Lizenzzahlungen an Eolas zu umgehen, was letztlich gelang und seitens Eolas’ als „Schande“ quittiert wurde.
Die Umsetzung folgte aber nicht in der angekündigten restriktiven Weise. Das für den 11. April 2006 geplante optionale IE-Update, das Web-Entwicklern die Möglichkeit geben sollte, adäquat auf mögliche Inkompatibilitäten zu reagieren, und auf der anderen Seite den Endnutzer dazu bringen sollte, seinen Browser „umzubauen“, wurde nicht innerhalb von 60 Tagen zu einem kritischen Sicherheitsupdate.
Im August 2007 wurde ein Vergleich zwischen Eolas und Microsoft zu nicht veröffentlichten Bedingungen bekannt.
Eolas ist Inhaber von Patenten zu Verfahren, bei denen sich bewegende Bildelemente in Videos mit Hyperlinks verknüpfen lassen.